# Nepenthes campanulata
Nepenthes campanulata Sh.Kurata, 1973 è una pianta carnivora della famiglia Nepenthaceae, endemica del Borneo, dove cresce a 100–300 m.

## Conservazione
La Lista rossa IUCN classifica Nepenthes campanulata come specie vulnerabile.